# الفساد في المكسيك
اجتاح الفساد في المكسيك قطاعات عديدة في المجتمع -السياسي والاقتصادي والاجتماعي- وأثر كثيرًا في شرعية البلاد وشفافيتها ومساءلتها وفعاليتها. تطورت العديد من هذه الأبعاد نتيجة لإرث المكسيك في توطيد حكم الأقلية النخبة للسلطة والحكم الاستبدادي.
يصنف مؤشر مدركات الفساد التابع لمنظمة الشفافية الدولية عام 2017 المكسيك في المرتبة 135 من أصل 180 دولة.

## حكم الحزب الثوري المؤسساتي
على الرغم من وصول الحزب الثوري المؤسسي (بّي آر آي) إلى السلطة عبر التعاون والسلام، فقد بقي في السلطة لمدة 71 عامًا على التوالي (من عام 1929 حتى 2000) وذلك بإنشاء شبكات المحسوبية والاعتماد على التدابير الشخصانية. أي أن المكسيك عملت بنظام الحزب الواحد وتميزت بنظام قدم فيه السياسيون رشاوى لناخبيهم مقابل الدعم والتصويت لإعادة انتخابهم. أنشأ هذا النوع من الزبونية منصة تمكن من خلالها الفساد السياسي من الازدهار: تواجدت منافسة سياسية ضئيلة ومنظمات خارج الحزب، ولكن لم يكن من الممكن التنافس بشكل مستقل مع نظام البي آر آي. تساوى التنافس السياسي مع العزلة السياسية والاقتصادية والاجتماعية والتهاون. بقي الحزب بأمان في السلطة، وكانت مساءلة الحكومة متدنية.

كان الترتيب الهرمي هو القاعدة. جُمِعَت السلطة في أيدي نخبة قليلة، وعلى نطاق أضيق، سيطر الرئيس على كل السلطة العملية تقريبًا في فروع الحكومة الثلاثة. تمتعت هذه الشخصية المركزية بالقوة الرسمية وغير الرسمية لممارسة السلطة الخارجة عن نطاق القانون فوق السلطة القضائية والتشريعية ولإحالة هذه الفروع الأخرى إلى الإدارة السياسية الفردية للسلطة التنفيذية. علاوة على ذلك، وُضِع عدد قليل من الضوابط على تصرفات المسؤولين المنتخبين طوال فترة حكم البي آر آي المتواصلة. وبالتالي، أسفر حكم البي آر آي المتواصل عن مستويات متدنية من الشفافية والشرعية داخل مجالس حكومة المكسيك. أتاحت 71 سنة من السلطة فرصة للفساد كي يتراكم ويصبح أكثر تعقيدًا. تطور المجتمع المدني حول تجمع المصالح الاقتصادية الذي نظمته الحكومة الزبونية؛ سمح البي آر آي للمواطنين بالمفاوضة الجماعية بشرط أن يستمروا في تقديم الولاء السياسي للحزب. يشرح أنتوني كروسيفسكي وتوني بايان وكاثين ستودت:
«كان العمل عبر البنية الرسمية لـ...المؤسسات السياسية عبارة عن مجموعة معقدة وواضحة المعالم من...الشبكات...التي تلاعبت عن عمد بالموارد الحكومية... لتحقيق تطلعاتها السياسية وحماية مصالحها الخاصة ومصالح عملائها وشركائها... في ظل الهندسة السياسية لنظام استبدادي (فاشي) ومركزي... نما الفساد وازدهر».
بوجود هذا النوع من الفساد المؤسسي، كان المسار السياسي في المكسيك ضيقًا للغاية. كانت هناك قنوات مشاركة سياسية محددة (الحزب) وتعبئة انتخابية انتقائية (أعضاء الحزب). واصلت هذه القضايا، المترسخة بعمق في الثقافة السياسية في المكسيك بعد وجودها لأكثر من نصف قرن من الزمن، توليد الفساد السياسي وإضفاء الطابع المؤسسي عليه في المكسيك اليوم.

## الجريمة المنظمة

### المسائل الحدودية
أثر موقع المكسيك الجغرافي تأثيرًا جمًا في تطور دور البلاد في الجريمة المنظمة والاتجار بالمخدرات. المكسيك ليست فقط مجاورة لأكبر سوق للمخدرات غير الشرعية في العالم -الولايات المتحدة- ولكنها أيضًا تقع على حدود أمريكا الوسطى والجنوبية، إذ إن الأخيرة منطقة ذات دول فيها طلب مرتفع على المخدرات أيضًا. يضع هذا الأمر كارتلات (عصابات) المخدرات المكسيكية موضع فائدة. إذ لا يقتصر الطلب على المخدرات على الدولة المكسيكية فحسب، بل يمتد إلى العديد من البلدان المجاورة الأخرى. ولهذا السبب، تعد حدود المكسيك ذات أهمية خاصة لعصابات المخدرات والمنظمات الإجرامية العالمية (تي سي أوز)، التي قد تستغل الحدود كمعبر للبضائع المهربة وكطريقة لتوطيد السلطة.
نظرًا لاستغلال كارتلات المخدرات والمنظمات الإجرامية العالمية هذه المناطق بشكل متزايد، أصبحت المجموعات تدريجيًا أكثر تعقيدًا وعنفًا وتنوعًا. ترافق الإتجار مع أشكال أخرى من النشاط غير القانوني -مثل الابتزاز والخطف والفساد السياسي- إذ تنافست الفصائل المختلفة من أجل السيطرة على نفس المناطق المربِحة.
أنجزت الحكومة المكسيكية القليل جدًا تاريخيًا من ناحية الحد من جرائم المنظمات الإجرامية العالمية والكارتلات هذه، وكثيرًا ما كانت متواطئة معهم في الحقيقة ومساعدة لأعمالهم. تعمل العديد من مؤسسات المكسيك -بما في ذلك مؤسسات القانون والسياسة والعدالة والمالية- بنظام الزبون والعميل والذي يتلقى فيه المسؤولون المال أو الدعم السياسي أو الرشاوي الأخرى من المنظمات الإجرامية العالمية مقابل أقل تدخل ممكن في شؤون تلك المنظمات أو إفلاتها من العقاب. في هذه السيناريوهات المتعلقة بفساد المخدرات، يحدد القادة بنية السلطة في المكسيك فهم يوجهون سلوكيات المنظمات الإجرامية العالمية، ويتلقون الرشاوي، ويتلاعبون بالموارد الحكومية، وينظمون السياسات العامة بسن التشريعات التي تدعم أهدافهم الشخصية والسياسية. عملت هذه العلاقات كدافع لمصادر جديدة وإشكالية للعنف، والوفيات المتعلقة بالمخدرات، وتنفيذ الحكومات والسياسات غير الفعال، وتكتيكات المنظمات الإجرامية العالمية القائمة على الإرهاب، وتوسع سوق المخدرات. في ظل هذا النظام، امتد تأثير المنظمات الإجرامية العالمية إلى ما هو أبعد من النشاط الإجرامي العنيف أو تجارة المخدرات، ووصل إلى القواعد المؤسسية في المكسيك.
سمحت هذه الشبكات -إلى جانب فقدان شفافية الحكومة والضوابط والتوازنات- بنمو الفساد في الحكومة.

### الانتقال إلى حكم حزب العمل الوطني
يرتبط تزايد انتشار الجريمة المنظمة وتعدد أشكالها في عدة نواحٍ بالتغيرات السياسية التي خضعت لها المكسيك في عام 2000. لأول مرة منذ 71 عامًا، تنازل الحزب الثوري المؤسساتي عن السلطة لحزب آخر، وهو حزب العمل الوطني (المكسيك) (بّي أيه إن). واجهت بنية السلطة التقليدية، والتي مكّنت شبكات المحسوبية من الازدهار وسمحت للمنظمات الإجرامية العالمية بالعمل، تحديات بسبب القوات الحكومية التي حاولت الحد من العنف والنشاط غير القانوني.
سرعان ما تبع سقوط الحزب الثوري المؤسساتي التفكك الاجتماعي. كان حزب العمل الوطني، والذي لم يسبق له أن تولى السلطة، غرًا في عدة نواحٍ من الحكم الواسع، واستغلت الفصائل الإجرامية الضعف الواضح للحزب. ظهرت صراعات جديدة بين الكارتلات، إذ تنافست مجموعات مختلفة على تطوير شبكاتها الإجرامية والعمل ضد نظام سياسي ناضل لمحاربة الفساد وإرساء الشرعية وتعزيز الفعالية التشريعية.

### وسائل الإعلام
كانت وسائل الإعلام إحدى المؤسسات التي تخللتها الجريمة المنظمة وتلاعبت بها. هاجمت العديد من المنظمات الإجرامية العالمية بعنف المصادر الإعلامية التي نقلت قصصًا عن انتهاكات العصابات والكارتلات والعساكر وعلاقتهم بالنخب السياسية. نتيجة لذلك، توقفت العديد من المنظمات الإخبارية ببساطة عن نشر قصص عن الجرائم. كانت حرية التعبير والكلام محدودة بشكل متزايد إذ واجهت وسائل الإعلام نزاعات عنيفة. خارج المنظمات الإجرامية العالمية، عملت أجهزة الدولة أيضًا على إبقاء القصص السلبية طي الكتمان. يشرح غوادالوب كوريا كابريرا وخوسيه نالس:
«أسكت العنف الذي يؤثر على المدن المكسيكية الحدودية...وسائل الإعلام، في إشارة واضحة إلى السلطة التي تمارسها المؤسسات الإجرامية على المجتمع الحدودي في أوقات حرب المخدرات...مساعدةً في إنفاذ...الإسكات والذي هو...تواطؤ من الدولة نفسها...نظرًا للطبيعة الفاسدة والقسرية للجريمة المنظمة -المقترنة مع مؤسسات الدولة الأمنية والسياسية الضعيفة والقابلة للفساد ... لم يبقَ للمنظمات الإعلامية أي مجال لعمليات صنع القرار الخالية من التحيز فيما يتعلق بنقل أي أخبار/ملاحظات حول الجريمة المنظمة».
بالمقارنة مع دول أمريكا اللاتينية الأخرى، تحتل المكسيك أدنى تصنيف لحرية الصحافة -فقد وجدت فِرَق رصد حرية الصحافة أن البلاد تعد إحدى أخطر الدول في العالم للصحفيين المحترفين. ووجدت المجموعة الدولية المعنية بحقوق الإنسان في المقال 19، أنه في عام 2004 وحده، تعرض أكثر من 325 صحفيًا إلى عمل عدواني من قبل المسؤولين الحكوميين والجريمة المنظمة، وقُتِل خمسة مراسلين بسبب مجال عملهم. علاوة على ذلك، طبقًا للجنة حماية الصحفيين، منذ عام 2005، قُتِل 32 صحفيًا على الأقل بسبب مهنتهم في المكسيك.